# Obleganje Smirne
Obleganje Smirne v decembru 1402 je potekalo med rodoškimi vitezi (današnji malteški viteški red; v nadaljevanju hospitalci), ki so nadzorovali pristanišče in obmorsko trdnjavo v Smirni (današnji İzmir) in vojsko turško-mongolskega emirja Timurja. Turkomongoli so blokirali pristanišče in napadli utrdbe z oblegovalnimi napravami, ki so metale kamenje, medtem ko so branilci, ki so šteli le okoli 200 vitezov, nasprotovali s puščicami in zažigalnimi izstrelki. Po dveh tednih močnega odpora proti veliko boljšemu nasprotniku je bilo zunanje obzidje prebito. Delu garnizije je uspelo pobegniti po morju, vendar so bili prebivalci in samo mesto uničeni.
Glavna vira o obleganju sta perzijska zgodovinarja Šaraf ad-Din Ali Jazdi in Mirkhwand ter arabski Ahmad ibn Arabšah, ki je pisal po naročilu Timurjevih naslednikov. Pomemben vir o zgodovini hospitalcev so tudi dela Giacoma Bosia, pripadnika redu iz začetka sedemnajstega stoletja Iz otomanske perspektive obleganje opisujeta Nešri in Mustafa Ali, bizantinske Duka in Laonik Halkokondil, iz genovežanske pa Agostino Giustiniani.

## Ozadje
V Smirni sta bili dve trdnjavi – obmorska, ki je varovala pristanišče, in Kadifekale na mestu starodavne Akropole. Leta 1328/29 je Smirno zavzel Ajdinski emirat in jo spremenil v oporišče za pomorske napade. To je dalo povod križarskemu pohodu in leta 1344 je obmorska trdnjava prešla pod nadzor križarjev. Muslimani (Ajdinidi in nato Otomani) so še vedno posedovali Kadifekale (gorsko trdnjavo), vendar je obmorski grad križarjem omogočil nadzor nad pristaniščem. Od leta 1374 dalje so njegovo obrambo vodili hospitalci. Leta 1400 je Timur sprožil vojno proti Otomanskemu cesarstvu, ki je dosegla vrhunec z njegovo zmago v bitki pri Ankari 20. julija 1402. V Evropi so pozdravljali zmago nad Otomani, vendar so hospitalci slutili, da bo Timurjev naslednji cilj Smirna, kot edina krščanska trdnjava na egejski obali Male Azije.
Po bitki v Ankari je upravitelj genovske maone v Novi Fokeji v Timurjev tabor na pogajanja poslal nekega Galeazza. Odposlanec je tam ostal tri dni in se 22. septembra vrnil, ko je s Timurjem sklenil sporazum o plačilu davščine. Hospitalci pa so na otok Hios, ki je prav tako pripadal genovski maoni poslali viteza Dominika Alemanskega, da bi prepričal lokalne voditelje, naj ne sklepajo zavezništev s Timurjem.

## Priprave
Že pred bitko pri Ankari so hospitalci stalno utrjevali grad. Leta 1398 so pod vodstvom hospitalca Guillauma de Munteja čez rt izkopali globok jarek, da bi utrdbo ločili od kopnega. Leta 1402 je garnizija Smirne štela 200 vitezov pod poveljstvom kastelana Íñiga de Alfara. Plačilo garnizije je bilo povišano na 100 florinov na viteza na leto. Da bi pokril povečane stroške obrambe Smirne, je osrednji samostan odobril izredno subvencijo v višini 20.000 florinov od priorjev.
Obrambne priprave poleti 1402 je nadziral admiral Buffilo Panizzatti, z namenom okrepitve obrambnega sistema pred pričakovanim turško-mongolskim napadom. V pristanišče so nenehno prihajali strelivo, zaloge, denar in okrepitve. Po mnenju timuridskih zgodovinarjev je trdnjava veljala za neosvojljivo. V mesto so se zatekli tudi grški krščanski prebivalci s podeželja.
Da bi se izognil stroškom obleganja, je Timur poslal dva odposlanca, mirzo Pir Mohamedaa in šejka Nur ed-Dina, k vitezom, ki sta jim ukazala, naj se ali spreobrnejo v islam ali pa plačajo davščino (džizijo). Ukaz je bil zavrnjen, čeprav Buonaccurso Grimani, veleposlanik s Krete pri velikem mojstru Philibertu de Naillacu na Rodosu, beleži, da je veliki mojster poslal veleposlanika k Timurju. Po besedah takratnega papeškega notarja Dietricha iz Nieheima bi bilo Smirni prizaneseno, če bi Íñigo dvignil Timurjevo zastavo na obzidje, kot mu je svetoval neki »krščanski škof«, ki ga Dietrich ne imenuje, a nekateri viri domnevajo da je šlo za škofa Frančišek v Nahičevanu.

## Obleganje
Sam Timur je na čelu svoje osrednje vojske prispel pred Smirno 2. decembra 1402 (po islamskem koledarju 6. džumada al-avval 805). Nato je ukazal levi vojski pod vodstvom svojega vnuka Muhameda Sultana Mirze in desni vojski pod vodstvom njegovega sina Mirana Šaha, da se mu pridružita. Osrednja vojska je začela takoj obstreljevati utrdbe čez ožino z metalci kamenja in se lotila spodkopavanja obzidja. Na neki točki je bil jarek zasut. Velike pokrite ploščadi z ogromnimi lesenimi kolesi so bile navite na zunanjo steno. Vsaka bi lahko sprejela 200 mož. Opremljeni z lestvami so poskušali, očitno neuspešno, preplezati steno. Skupna oblegovalna sila je štela približno 4000 mož.

Po besedah timuridskih zgodovinarjev je Timur ukazal Malik Šahu, naj zgradi veliko leseno ploščad na pilotih, da bi blokiral vhod v pristanišče, kar je trajalo tri dni. Duke nasprotno piše, da je bilo pristanišče napolnjeno s kamni, da bi blokirali ladje. V nekaj dneh sta prišli leva in desna vojska in ukazano je bilo splošno bombardiranje. Ni omembe smodnika, branilci pa so uporabili zažigalne projektile na osnovi nafte in grški ogenj. Po zapisu Sharafa ad-Dina:
[Oblegovalni] stroji in udarni ovni so razbili zidove in stolpe, neustrašni obleganci niso nikoli nehali metati kolesastih puščic [sic], loncev z nafto, grškega ognja, raketnih puščic in kamnov, ne da bi popustili. V tem času je tako nenavadno deževalo, da se je zdelo, da bo svet uničen in potopljen v drugem potopu.
Zunanji zidovi so bili prebiti po  dveh dneh kopanja rovov, ko je Timur ukazal požgati podporne stebre v rovih. Posledična eksplozija je uničila zid in branilce pokopala v ruševinah. Timurjeve sile so nato vstopile v mesto. Po nekaj neodločilnih bojih so vitezi pobegnili na svoje ladje, medtem ko so bili krščanski prebivalci pobiti. Nekatere ladje, ki so se približevale mestu s pomočjo, so se pred oblegovalnimi stroji obrnile nazaj, bodisi zaradi nevarnosti kamnitih izstrelkov bodisi zato, ker so vanje izstrelili glave pomorjenih. Samo mesto oziroma tisti njegov del pod nadzorom križarjev je bil popolnoma uničen. Obleganje je trajalo skoraj petnajst dni. Nekaterim vitezom je uspelo pobegniti na galejah, vključno s kastelanom Íñigom de Alfaro.
Preden se je umaknil iz Smirne, je Timur ukazal porušiti morski grad in okrepiti kopenski grad, ki je varoval akropolo, ki so ga prej posedovali Turki.

## Posledice
Po padcu Smirne so genovsko postojanko v Stari Fokeji ogrožale sile Mohameda sultana. Po vzoru Nove Fokeje se je predala brez boja. Tudi Francesco II Gattilusio, gospodar otoka Lezbos, se je predal sultanu Mohamedu in ponudil davek. Genovske oblasti na otoku Chios in otomanski princ İsa Çelebi so poslali odposlance k Timurju v Ayasoluk in ponudili poklon. Zaradi teh predaj je Timur pridobil nadzor nad dvema egejskima otokoma, čeprav ni imel mornarice.
O obleganju Smirne se v zahodni Evropi ni veliko poročalo, vendar je dvignilo zavedanje o Timurjevi vojaški moči. Novica o izgubi Smirne je do 28. februarja 1403 dosegla aragonskega kralja Martina po bizantinskih kanalih, kajti tistega dne je Henriku III. Kastiljskemu napisal globoko kritično pismo do Timurja. Marca je papežu Benediktu XIII. predstavil idejo o križarski vojni proti Timuridom. Na splošno pa je bil evropski odnos do Timurja bolj pozitiven, saj je premagal Osmane, ki so desetletja ogrožali Bizantinsko cesarstvo (in Smirno).
Po mnenju Andrea Redusio de Quera v njegovem Chronicon Tarvisinum je bil Timur zelo ponosen na osvojitev Smirne, saj se je pred tem uprla toliko otomanskim poskusom.
Z izgubljeno Smirno in osmansko državo v razsulu je Philibert de Naillac izkoristil priložnost in nekje med letoma 1402 in 1408 zasedel mesto starodavnega Halikarnasa južneje na anatolski obali. Tam je zgradil grad svetega Petra (Petrounion, popačeno v turščini kot Bodrum, kar pomeni "klet"). Ta trdnjava je ostala pod nadzorom vitezov do leta 1523.